# بومی‌سازی رئالیسم جادویی در ایران
بومی‌سازی رئالیسم جادویی در ایران کتابی به نویسندگی محمد حنیف و محسن حنیف است که در سال ۱۳۹۷ توسط نشر شرکت انتشارات علمی و فرهنگی منتشر شد. این کتاب در زمینه نقد ادبی بوده و در زمستان ۱۳۹۸ در فهرست نامزدهای دریافت جایزه کتاب سال قرار گرفت.
پیش از آن نیز این کتاب موفق به کسب عنوان اثر برگزیده در دوازدهمین جایزه جلال آل احمد در بخش نقد ادبی و هفدهمین جایزه قلم زرین شده بود.
کتاب بومی‌سازی رئالیسم جادویی در ایران به عنوان یکی از  برگزیدگان سی و هفتمین دوره کتاب سال ایران انتخاب شد.
کتاب بومی‌سازی رئالیسم جادویی در ایران در ۴۴۲ صفحه و دو بخش تنظیم شده است: بخش اول (۷۰ صفحه) به معرفی مفاهیم و نظریه‌های رئالیسم جادویی با استناد به منابع خارجی می‌پردازد، و بخش دوم در ۹ فصل، وضعیت این سبک در ایران، نویسندگان شاخص، قصه‌های عامیانه و آسیب‌شناسی رمان‌های رئالیسم جادویی را بررسی می‌کند.
در بخش اول کتاب آثار برخی نویسندگان غیرایرانی منظر استفاده از عناصر رئالیسم جادویی بررسی شده است؛ این نویسندگان عبارتند از: میگل آنخل آستوریاس، میلان کوندرا، چینوآ آچهبه، یاشار کمال، گابریل گارسیا مارکز، ایزابل آلنده، تونی موریسن، گونتر گراس، آلخو کارپانتیه، خوزه ساراماگو، بختیار علی، خورخه لوئیس بورخس، نجیب محفوظ، ماری داريوسك، گی یر مو آریاگا، سلمان رشدی، کارلوس فوئنتس، لطیفه تکین، بن اوکری. در ادامه نیز عناصر رئالیسم جادویی در آثار بعضی داستان‌نویسان ایرانی (همچون محمود دولت‌آبادی، هوشنگ گلشیری، شهریار مندنی‌پور، رضا براهنی، منیرو روانی‌پور، غلامحسین ساعدی، بهرام صادقی و یوسف علیخانی) نیز نقد و بررسی شده است.
«بومی‌سازی و عناصر جادویی و ادبیات حماسی فصل دیگر این کتاب است که به قهرمانان اهورایی و فراواقعی، گفتارهای فراواقعی و اشیای جادویی؛ مانند جام جهان نما در شاهنامه می‌ پردازد. مشابه آن فصل هشتم است که بومی‌سازی و منظومه‌های عاشقانه و عناصر جادویی در داستان‌هایی مانند سلامان و ابسال (جامی، قرن نهم) یا لیلی و مجنون و خسرو و شیرین نظامی می‌پردازد و فصل آخر آسیب‌شناسی رمان رئالیسم جادویی به شکلی مختصر در مورد نقض غرضی است که احتمال دارد رئالیسم جادویی به آن مبتلا شود؛ زیرا به عنوان سبک ادبی که از استثمار بیزار بوده و در مقابل آن ایستاده می‌تواند اکنون می‌تواند به تحکیم پایه‌های قدرت در کشورهای مختلف بینجامد.
ضمایم خوبی که نویسندگان در پایان در اختیار خوانندگان قرار داده‌اند شامل جدول مقایسه کرامات صوفیه و عناصر خارق عادت، شاخصه های ساختاری و معنایی رئالیسم جادویی، شاخصه های رئالیسم عرفانی و صوفیانه، مهم ترین منابع قصه های عامیانه فارسی، منابع غنی عناصر جادویی و عناصر جادویی و بوذرجمهر و ارغش است.»
انتشار این کتاب بازتاب زیادی در مطبوعات و خبرگزاری‌ها داشت؛ نقدهای متعددی درباره آن نوشته شد و تا مدتها جریان رئالیسم جادویی در ادبیات ایران را که مدتها کم فروغ شده بود، از محاق بیرون آورد. برخی از این نقدها عبارتند از: «نقدی بر کتاب بومی سازی رئالیسم جادویی در ایران اثر محمد حنیف و محسن حنیف»؛«جادوهای بومی شده: نقد کتاب بومی سازی رئالیسم جادویی در ایران»؛نقد نقد «پاسخی به جادوهای بومی شده: نقد کتاب بومی سازی رئالیسم جادویی در ایران» از محسن حنیف؛نقد کتاب رئالیسم جادویی در ایران با سخنرانی مریم مشرف‌الملک و حسین بیات؛«تحقیق جادویی»؛«پاسخ به تحقیق جادویی».